# 五氯化鏷
五氯化鏷是無機化合物，是一種鏷鹵化物，由鏷和氯組成，具有放射性，化學式為PaCl5，是黃色晶體，其晶體結構為單斜晶系，和五溴化鏷的單斜晶系結構類似，和另一種鏷氯化物:四氯化鏷則不同，是四方晶系。

## 制備
鏷氧化物和四氯化碳在200-300° C時反應生成五氯化鏷，其副產物（如PaOCl3）會昇華而被去除。

## 相關性質
将五氯化鏷和氫氣一并加熱到800° C，會反應生成四氯化鏷。其在真空条件下昇華所需的最低温度为400 ° C。